# PJ and Thomas
Timothy Paul Jasper McKay, alias «PJ», (nacido el 24 de mayo de 1986) y Thomas McKay (de soltera Garrett; nacido el 30 de marzo de 1991) son una pareja que son celebridades de Internet, YouTubers y personalidades de televisión, remodeladores y diseñadores de interiores, más conocidos por su canal homónimo de YouTube, así como por su programa de televisión «Down to the Studs» en HGTV sobre renovación y diseño de interiores.
En 2015 lanzaron su canal de YouTube titulado «PJ and Thomas» que se enfoca en su vida personal y profesional, junto con su sitio web, cuentas de Instagram y Twitter preocupados por el estilo de vida y documentando el proceso de sus proyectos de remodelación y decoración.